# Mordor Macula
La Mordor Macula è un'importante caratteristica della superficie di Caronte, satellite del pianeta nano Plutone, presente in particolare nei pressi del polo settentrionale del corpo celeste.
È stata scoperta grazie alla sonda New Horizons durante il sorvolo del sistema Plutone-Caronte avvenuto nell'estate del 2015; caratterizzata da colori più scuri e rossastri del resto della superficie, la regione è stata così battezzata in attinenza con Mordor, uno dei regni di Arda, l'universo immaginario fantasy creato dallo scrittore inglese J. R. R. Tolkien, rappresentata come una terra tetra e circondata da scurissime montagne.

## Origine
L'origine della regione, avente forma vagamente circolare e diametro di circa 475 km, non è ancora stata del tutto compresa. A seconda delle ipotesi, si ritiene che essa possa essere un deposito di sostanze volatili ghiacciate originatesi da gas dispersi nello spazio dalla debole atmosfera di Plutone e precipitate su Caronte, oppure un largo cratere da impatto, o entrambi. Tra queste, l'ipotesi più accreditata è che si tratti di un deposito di toline formatesi grazie all'irraggiamento da parte della radiazione ultravioletta solare di molecole di azoto e, soprattutto, di metano, sfuggite all'atmosfera plutoniana e depositatesi ai poli più freddi di Caronte. Tale ipotesi sembra trovare sostegno anche in prove indirette che hanno evidenziato la presenza di una seconda regione del tutto simile alla Mordor Macula anche al polo sud del satellite.
Benché la formazione di toline, che risultano essere più scure e rossastre rispetto al metano di partenza, sia già stata osservata sul nostro pianeta e in altri luoghi del Sistema solare, come lo stesso Plutone, se l'ipotesi fosse confermata, quello di Caronte costituirebbe il primo caso in cui queste si sarebbero formate a partire da molecole provenienti da un corpo celeste vicino.